# Батиашвили, Гурам Абрамович
Гурам Абрамович Батиашвили (груз. გურამ აბრამის ძე ბათიაშვილი; род. 1938) — грузинский писатель и драматург. Представитель и активный деятель еврейской диаспоры Грузии.

## Биография
Родился в 1938 году в городке Сенаки. Окончил Восточный факультет Тбилисского государственного университета.
Гурам Абрамович Батиашвили — общественный деятель еврейской диаспоры Грузии, участник еврейского движения «Хаверим». Работает в журналистике: является редактором грузинского журнала «Театр и жизнь», основателем и редактором еврейской газеты «Менора», издающейся в Тбилиси на грузинском языке.
В 1998 году награждён орденом Чести.
Лауреат Государственной премии Грузии (1998).
Почётный гражданин Тбилиси (2024).

## Творчество
Автор нескольких пьес. Пьеса «Долг» (1979) посвящена репатриации евреев из Грузии в Израиль. Пьеса «Заговор» (1987) посвящена дворянскому заговору в Грузии 1830-х годов, повествует о борьбе за национальную независимость. Пьеса «Радуга, или Земля и Родина» (1996) повествует об основателе сионизма Теодоре Герцле. Среди других пьес — «Лали, любовь и другие», «Волки и олени».
Очерково-публицистическая книга «Солнце в тучах» (1988) представляет собой путевые заметки об Израиле.
Батиашвили — автор нескольких романов. Роман «Если я забуду тебя, Ерушалаим» (1992), как и пьеса «Долг», повествует о репатриации евреев в из Грузии в Израиль. Роман «Десятый человек» рассказывает о духовной жизни еврейской общины. Исторический роман «Человек из Вавилона» рассказывает о жизни грузинских евреев в эпоху царствования царицы Тамары.